# Gated community

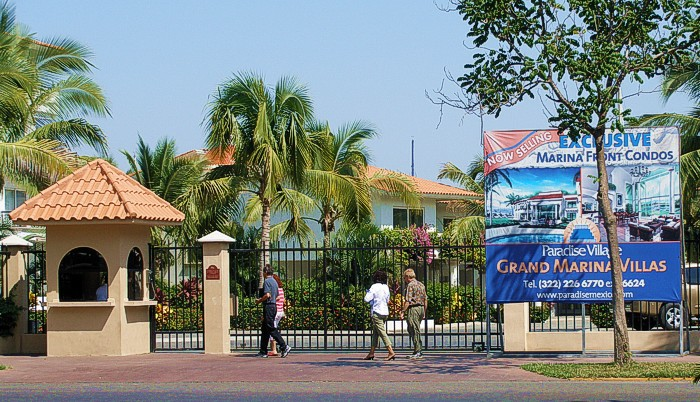
Entrata al "Paradise Village Grand Marina Villas", a Nuevo Vallarta, nel Nayarit, Stato del Messico.

Una gated community (termine inglese per comunità chiusa, laddove gate significa cancello) o common-interest development (CID), è una tipologia di modello residenziale auto-segregativo. Si tratta di complessi spesso recintati, formati da gruppi di residenze esclusive e con accesso sorvegliato.
La gated community si configura in genere come enclave urbana, dotata di caratteristiche molto differenti rispetto a ciò che la circonda. Al suo interno vi sono abitazioni di lusso e aree comuni (ad esempio parchi o piscine), oppure, nel caso la community sia più grande o prestigiosa, servizi di uso quotidiano, come, ad esempio, ristoranti, bar o scuole, grazie ai quali i residenti possono svolgere la maggior parte delle attività quotidiane senza uscire all'esterno.
Le gated community si sono iniziate a diffondere ampiamente negli Stati Uniti, per poi espandersi in tutto il mondo e in special modo in paesi in cui i redditi e il benessere sono distribuiti in modo assai disomogenea, come Argentina, dove sono chiamate barrios privados (o countries), in Brasile, dove sono chiamate condominios fechados, ma anche in Cina, India, Messico, Australia, Nuova Zelanda e Sudafrica. Si possono trovare anche in Europa, compresa l'Italia.

## Descrizione
Questi complessi residenziali sorgono in genere in contesti urbani, ma di solito ne è impedito l’accesso o il transito a chi non vi sia residente o che non sia stato invitato a entrare da un residente.
La chiusura dell’area rispetto all’esterno è realizzata mediante sistemi di recinzione (muri, inferriate, canali o altri dispositivi), vigilati e presidiati a ciclo continuo da operatori di polizia privata.
In base alle sue dimensioni e al livello di prestigio, una gated community può offrire diversi servizi. I più comuni sono:
- bar
- ristoranti
- scuole
- piazze
- parchi
- centri ricreativi
- campi da gioco
- maneggi
- palestre
- piscine
- stabilimenti termali
- cliniche

La principale caratteristica attrattiva delle gated community è il senso di protezione che offrono attraverso la separazione dal resto del tessuto urbano.
Le gated community sono un fenomeno frequente specialmente negli stati caratterizzati da un elevato coefficiente di Gini: è il Messico, con le sue forti disparità economiche, ad avere la più alta percentuale di residenti all’interno di tali comunità.
In paesi come il Sudafrica, le gated community hanno avuto grande successo perché riescono a contrastare criminalità e fenomeni di squatting. In Cina sono molto diffuse soprattutto nella regione del Delta del Fiume delle Perle e intorno a Pechino, dove le residenze vengono acquistate molto spesso da cinesi residenti all’estero, cittadini di Hong Kong, e nuovi ricchi. In Arabia Saudita, Paese che ha subito anche diversi atti terroristici, sono invece edificate per alloggiare separatamente gli occidentali con le loro famiglie..

## In Italia
- Borgo di Vione, dal punto di vista amministrativo, è una frazione del comune di Basiglio, piccolo comune dell'hinterland milanese che ogni anno si contende con Portofino il primato di città più ricca d'Italia. Nel 1080 nel luogo si trovava una grangia abitata e gestita dai monaci cistercensi; nel 1700 è documentata una cascina.[5] La gated community è stata inaugurata nel 2011. I residenti hanno a disposizione una palestra, uno stabilimento termale, una grotta di sale, uno zoo didattico, una sala ricreativa, una piscina alimentata con acqua di falda, un giardino e aree giochi per i bambini. È presente una piccola chiesa interna risalente al 1100.
- Olgiata, comprensorio delimitato, al cui interno sono edificate ville abitate da persone facoltose, con accesso monitorato 24 ore su 24 dal servizio di vigilanza e da una rete di telecamere lungo tutto il perimetro del comprensorio. Non vi sono numeri civici ma ogni lotto è chiamato Isola , dalla 1 alla 107. [6]
- Roccamare, complesso di ville di lusso a pochi passi dal mare; nel corso del tempo è stata abitata o frequentata per le vacanze estive da numerosi VIP.[7]
- Albarella, isola privata situata in provincia di Rovigo (comune di Rosolina), nella quale sono stati effettuati investimenti per renderla una meta turistica di lusso. L'isola è accessibile solo avendo il permesso.[8]
- Rosa Marina, Ostuni.

## Galleria d'immagini

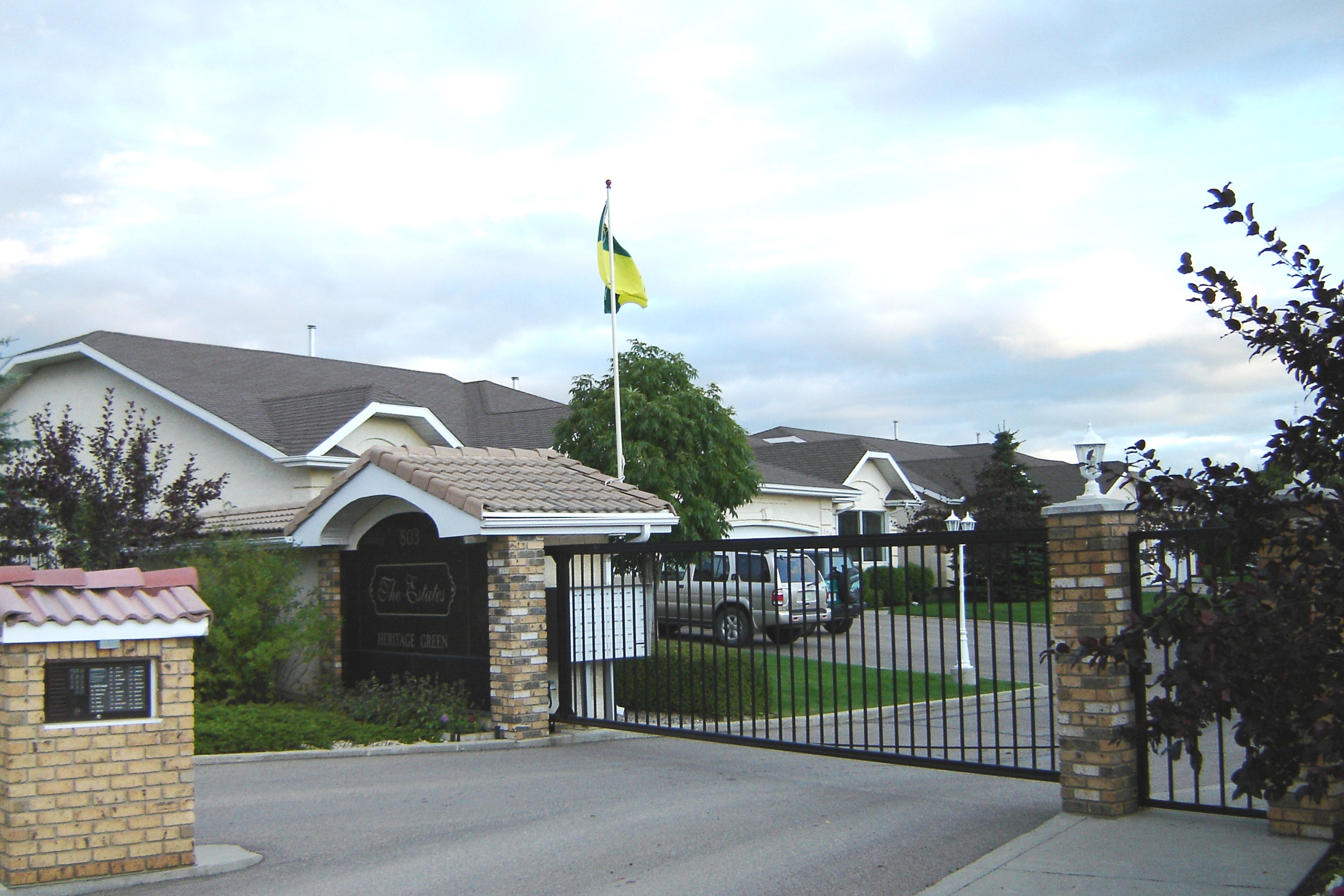
Una gated community sorvegliata, situata a Saskatoon, nella provincia di Saskatchewan, Canada
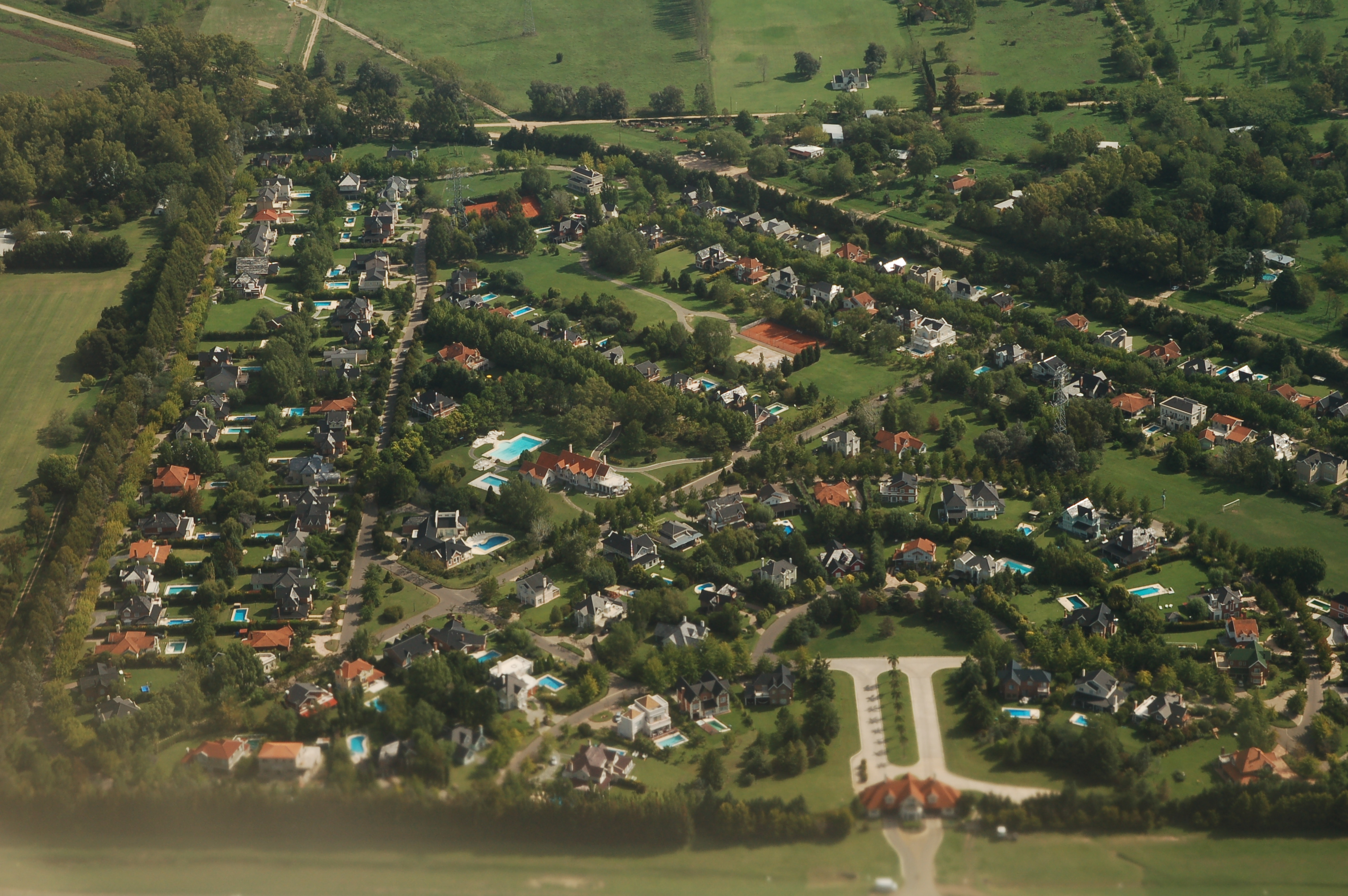
Gated community vicina a Ezeiza, un sobborgo di Buenos Aires in Argentina
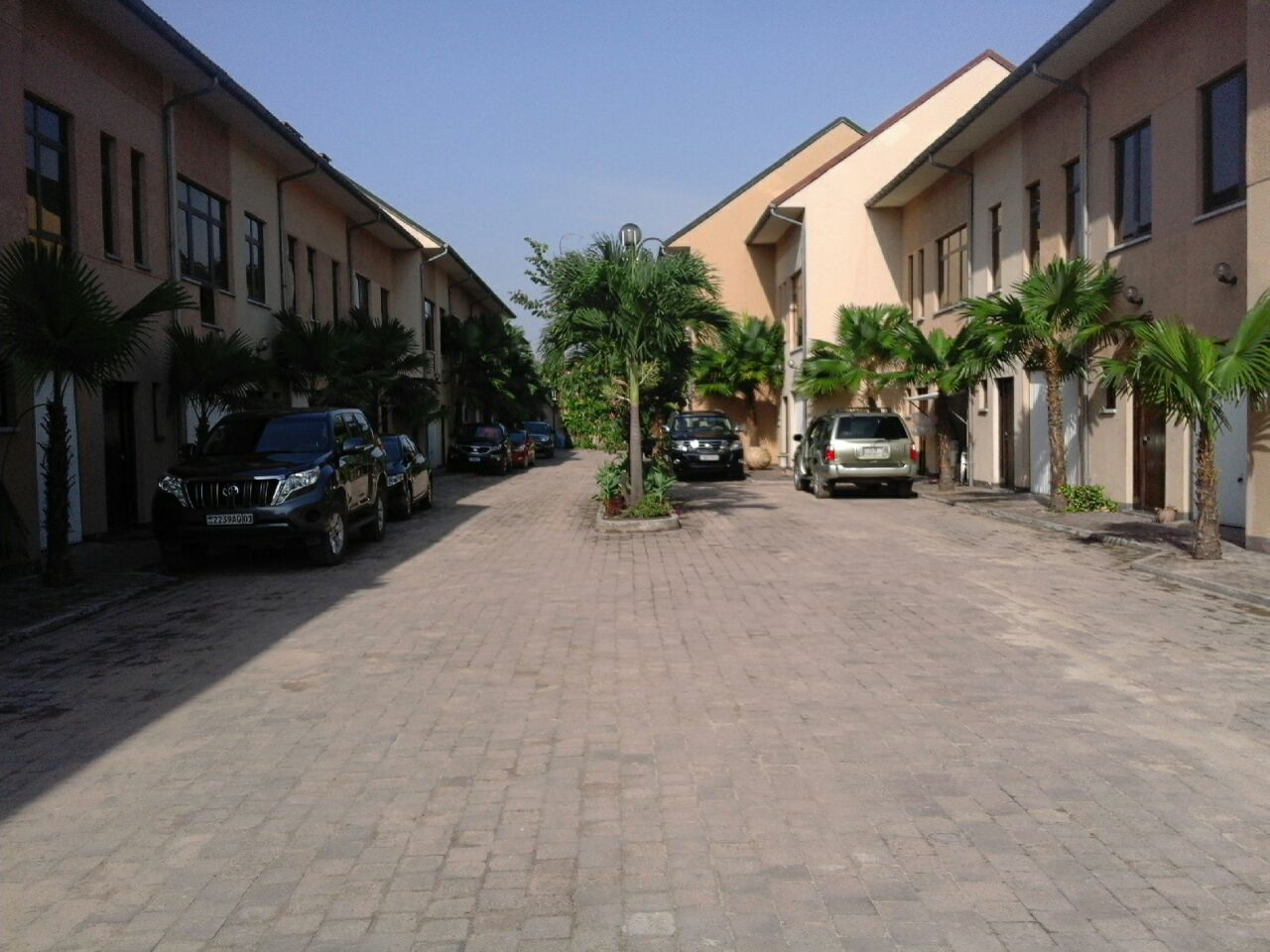
Uno scatto dell'interno di una gated community a Ngaliema, nella provincia di Kinshasa, Repubblica Democratica del Congo
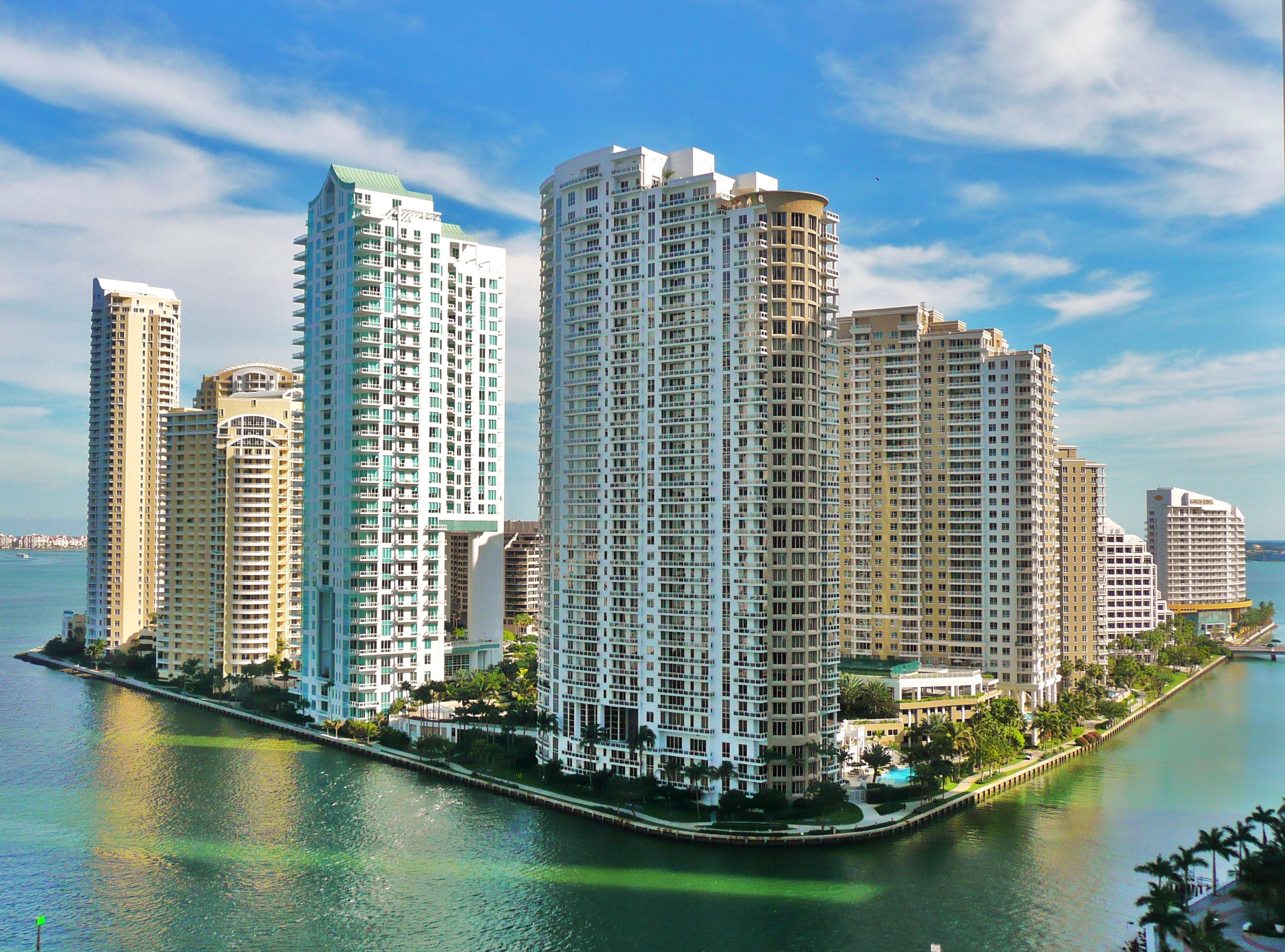
Brickell Key a Miami, separata dall'acqua e collegata da un ponte